# Макаров, Анатолий Анатольевич
Анато́лий Анато́льевич Мака́ров (род. 31 октября 1951) — российский дипломат. Чрезвычайный и полномочный посол (2004).

## Биография
Окончил МГИМО (1977). На дипломатической работе с 1977 года. Владеет английским и голландским языками.
- В 1994—1998 годах — старший советник Постоянного представительства, заместитель Постоянного представителя России при Европейских сообществах в Брюсселе (Бельгия).
- В 1998—1999 годах — заместитель директора Четвёртого европейского департамента МИД России.
- В 1999—2002 годах — заместитель директора Департамента общеевропейского сотрудничества МИД России.
- С апреля по сентябрь 2002 года — и. о. директора Первого департамента стран СНГ МИД России.
- В 2002—2006 годах — директор Первого департамента стран СНГ МИД России.
- С 22 июня 2006 по 20 февраля 2012 года — чрезвычайный и полномочный посол Российской Федерации в Южно-Африканской Республике и Лесото по совместительству[1][2].
- В 2012—2016 годах — директор Департамента по работе с соотечественниками МИД России.
- С 17 августа 2016 по 15 января 2021 года — чрезвычайный и полномочный посол Российской Федерации в Болгарии[3][4].

## Награды
- Орден Дружбы (14 августа 2014) — за большой вклад в реализацию внешнеполитического курса Российской Федерации, развитие международного культурно-гуманитарного сотрудничества и многолетнюю добросовестную работу[5]

## Дипломатический ранг
- Чрезвычайный и полномочный посланник 2 класса (10 ноября 1995)[6]
- Чрезвычайный и полномочный посланник 1 класса (2 июня 1998)[7]
- Чрезвычайный и полномочный посол (27 июля 2004)[8].